# Charbonnières, Eure-et-Loir
Charbonnières är en kommun i departementet Eure-et-Loir i regionen Centre-Val de Loire strax norr om centrala Frankrike. Kommunen ligger i kantonen Authon-du-Perche som tillhör arrondissementet Nogent-le-Rotrou. År 2022 hade Charbonnières 259 invånare.

## Befolkningsutveckling
Antalet invånare i kommunen Charbonnières
Referens:INSEE